# Saint-Symphorien-sur-Saône
Saint-Symphorien-sur-Saône [sɛ̃ sɛ̃fɔʁjɛ̃ syʁ son] ist eine französische Gemeinde mit 322 Einwohnern (Stand 1. Januar 2022) im Département Côte-d’Or in der Region Bourgogne-Franche-Comté.

## Lage
Die Gemeinde gehört zum Kanton Brazey-en-Plaine im Arrondissement Beaune. Sie grenzt im Norden an Les Maillys, im Nordwesten an Échenon, im Westen an Saint-Usage und Losne, im Süden an Aumur, im Südosten an Abergement-la-Ronce sowie im Osten an Laperrière-sur-Saône und Samerey.
Saint-Symphorien liegt an der Saône und am Rhein-Rhône-Kanal, der am nordöstlichen Rand des Gemeindegebiets in die Saône mündet.

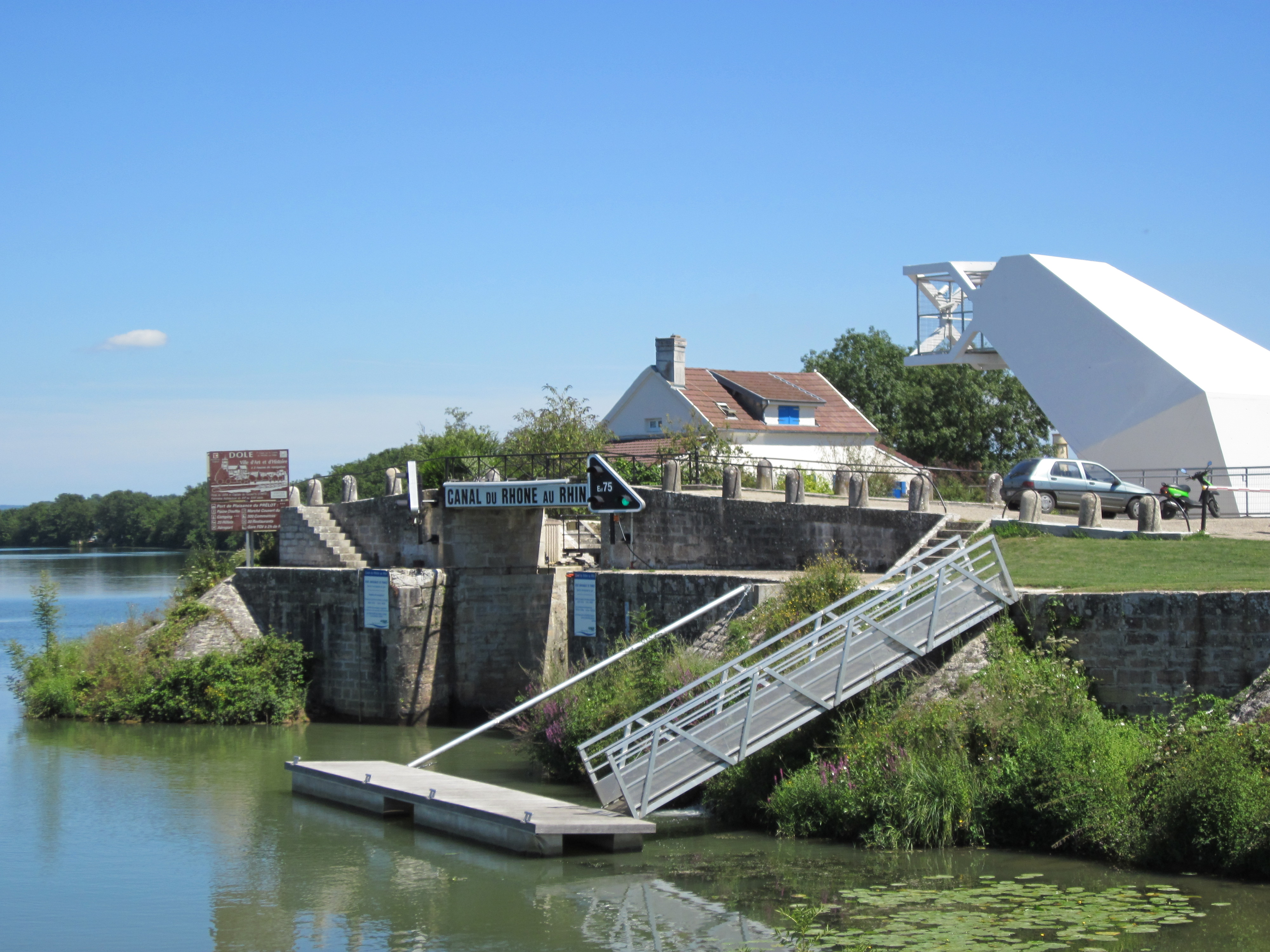
Mündung des Rhein-Rhône-Kanals in die Saône
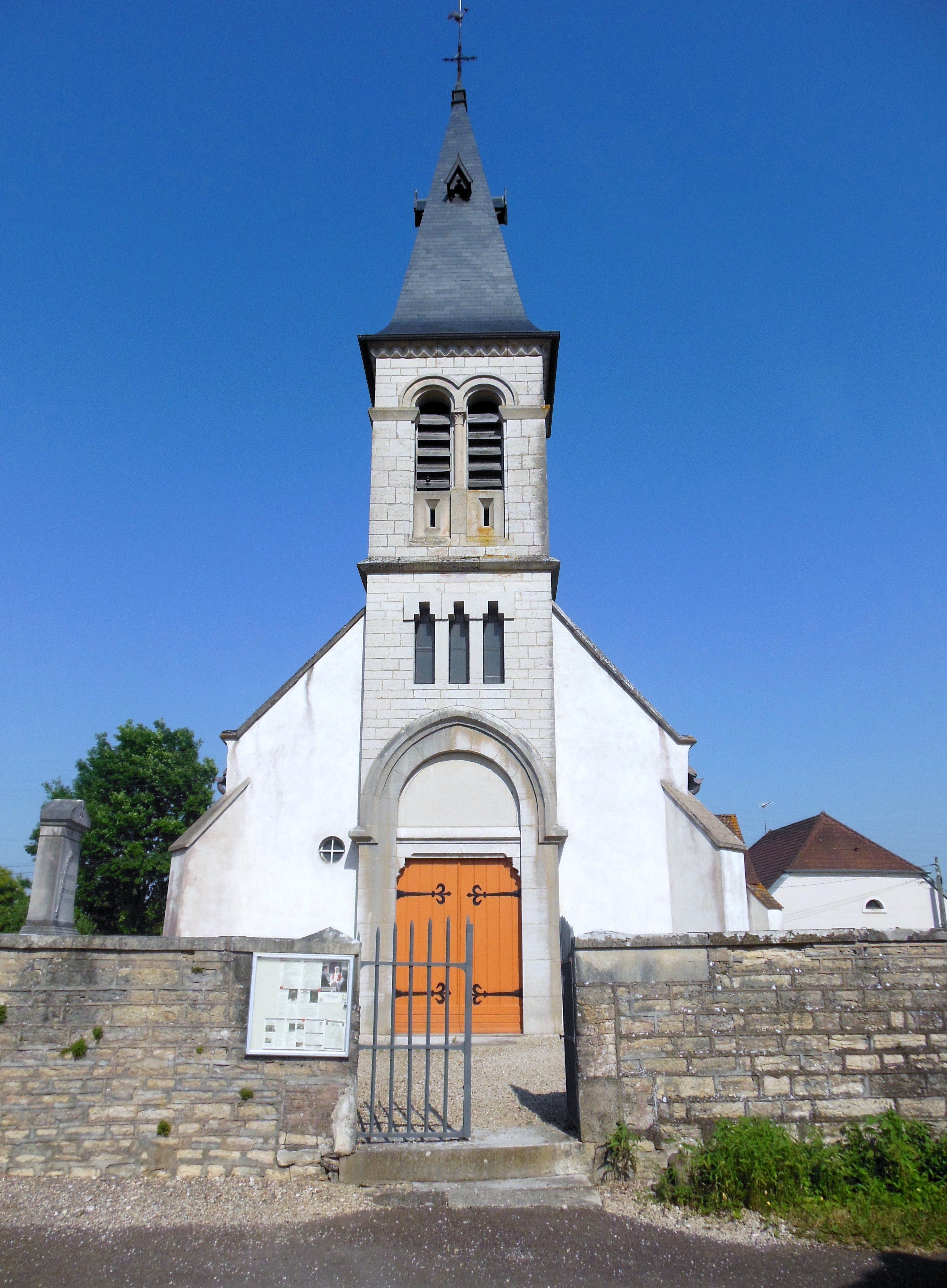
Kirche Saint-Symphorien

## Bevölkerungsentwicklung
| Jahr                       | 1962 | 1968 | 1975 | 1982 | 1990 | 1999 | 2007 | 2016 |
| -------------------------- | ---- | ---- | ---- | ---- | ---- | ---- | ---- | ---- |
| Einwohner                  | 246  | 231  | 220  | 252  | 302  | 306  | 340  | 351  |
| Quellen: Cassini und INSEE |      |      |      |      |      |      |      |      |